# العلاقات المارشالية الهندوراسية
العلاقات المارشالية الهندوراسية هي العلاقات الثنائية التي تجمع بين جزر مارشال وهندوراس.

## مقارنة بين البلدين
هذه مقارنة عامة ومرجعية للدولتين:
| وجه المقارنة                                              | جزر مارشال                     | هندوراس          |
| --------------------------------------------------------- | ------------------------------ | ---------------- |
| المساحة (كم2)                                             | 181                            | 112.49 ألف       |
| عدد السكان (نسمة)                                         | 53.13 ألف                      | 9.27 مليون       |
| الكثافة السكانية (ن./كم²)                                 | 29.35 ألف                      | 82.41            |
| العاصمة                                                   | ماجورو                         | تيغوسيغالبا      |
| اللغة الرسمية                                             | لغة إنجليزية، اللغة المارشالية | اللغة الإسبانية  |
| العملة                                                    | دولار أمريكي                   | لمبيرة هندوراسية |
| الناتج المحلي الإجمالي (بليون دولار)                      | 199.40 مليون                   | 22.98 مليار      |
| الناتج المحلي الإجمالي (تعادل القوة الشرائية) بليون دولار | 207.25 مليون                   | 41.14 مليار      |
| الناتج المحلي الإجمالي الاسمي للفرد دولار أمريكي          | 3.38 ألف                       | 2.53 ألف         |
| الناتج المحلي الإجمالي للفرد دولار أمريكي                 | 3.80 ألف                       | 4.91 ألف         |
| مؤشر التنمية البشرية                                      |                                | 0.606            |
| رمز المكالمات الدولي                                      | +692                           | +504             |
| رمز الإنترنت                                              | .mh                            | .hn              |
| المنطقة الزمنية                                           | ت ع م+12:00                    | 00               |

## منظمات دولية مشتركة
يشترك البلدان في عضوية مجموعة من المنظمات الدولية، منها:
| علم المنظمة | اسم المنظمة                   | تاريخ انضمام جزر مارشال | تاريخ انضمام هندوراس |
| ----------- | ----------------------------- | ----------------------- | -------------------- |
|             | البنك الدولي للإنشاء والتعمير | 21 مايو 1992            | 27 ديسمبر 1945       |
|             | يونسكو                        | 30 يونيو 1995           | 16 ديسمبر 1947       |
|             | الاتحاد الدولي للاتصالات      | 22 فبراير 1996          | 27 أكتوبر 1925       |
|             | مؤسسة التمويل الدولية         | 23 سبتمبر 1992          | 20 يوليو 1956        |
|             | منظمة الشرطة الجنائية الدولية | ?                       | ?                    |
|             | الأمم المتحدة                 | 17 سبتمبر 1991          | 17 ديسمبر 1945       |
|             | مؤسسة التنمية الدولية         | 19 يناير 1993           | 23 ديسمبر 1960       |
|             | منظمة حظر الأسلحة الكيميائية  | ?                       | ?                    |

## وصلات خارجية
- موقع وزارة الخارجية الهندوراسية